# Campeonato Húngaro de Futebol de 1951
O Campeonato Húngaro de Futebol de 1951, denominada oficialmente de Nemzeti Bajnokság I 1951, foi a 49ª edição da competição máxima do futebol húngaro. O campeão foi o Bástya que conquistou seu 16º título húngaro. O artilheiro foi Sándor Kocsis do Honvéd com 30 gols.

## Classificação
| Pos. | Equipes              | Pts | J  | V  | E | D  | GP | GC | SG  | Classificação ou Rebaixamento               |
| ---- | -------------------- | --- | -- | -- | - | -- | -- | -- | --- | ------------------------------------------- |
| 1    | Bástya               | 46  | 26 | 22 | 2 | 2  | 96 | 27 | 69  | Campeão                                     |
| 2    | Honvéd               | 42  | 26 | 18 | 6 | 2  | 83 | 26 | 57  |                                             |
| 3    | Dózsa                | 31  | 26 | 12 | 7 | 7  | 64 | 44 | 20  |                                             |
| 4    | Vasas                | 29  | 26 | 11 | 7 | 8  | 47 | 33 | 14  |                                             |
| 5    | Csepel               | 29  | 26 | 12 | 5 | 9  | 45 | 38 | 7   |                                             |
| 6    | Kinizsi              | 29  | 26 | 13 | 3 | 10 | 43 | 42 | 1   |                                             |
| 7    | Győri Vasas          | 26  | 26 | 9  | 8 | 9  | 47 | 43 | 4   |                                             |
| 8    | Dorogi Bányász       | 26  | 26 | 10 | 6 | 10 | 44 | 45 | –1  |                                             |
| 9    | Salgótarjáni         | 21  | 26 | 7  | 7 | 12 | 33 | 47 | –14 |                                             |
| 10   | Szegedi Honvéd       | 20  | 26 | 6  | 8 | 12 | 29 | 55 | –26 |                                             |
| 11   | Diósgyőri            | 19  | 26 | 6  | 7 | 13 | 31 | 52 | –21 |                                             |
| 12   | Szombathelyi Haladás | 18  | 26 | 8  | 2 | 16 | 29 | 59 | –30 |                                             |
| 13   | SORTEX               | 18  | 26 | 7  | 4 | 15 | 19 | 48 | –29 | Zona de rebaixamento à Nemzeti Bajnokság II |
| 14   | Szegedi Petőfi       | 10  | 26 | 2  | 6 | 18 | 27 | 78 | –51 | Zona de rebaixamento à Nemzeti Bajnokság II |

## Premiação
| Campeonato Húngaro de 1951  |
| Hungria                     |
| --------------------------- |
| BÁSTYA Campeão (16º título) |

## Artilheiros
| Pos. | Jogador          | Equipe         | Gols |
| ---- | ---------------- | -------------- | ---- |
| 1    | Sándor Kocsis    | Honvéd         | 30   |
| 2    | Péter Palotás    | Bástya         | 25   |
| 3    | Ferenc Szusza    | Dózsa          | 22   |
| 4    | Nándor Hidegkuti | Bástya         | 21   |
| 4    | Ferenc Puskás    | Honvéd         | 21   |
| 6    | Gyula Szilágyi   | Vasas          | 18   |
| 7    | Károly Sándor    | Bástya         | 17   |
| 8    | Ferenc Csuberda  | Salgótarjáni   | 14   |
| 9    | Gusztáv Aspirány | Dorogi Bányász | 13   |
| 9    | János Csorba     | Diósgyőri      | 13   |
| 9    | Ferenc Pális     | Győri Vasas    | 13   |